# Thyra av Danmark (1880–1945)
Thyra av Danmark, född 1880, död 1945, var en dansk prinsessa. Hon var dotter till Fredrik VIII av Danmark och Louise av Sverige.
Thyra växte upp på slotten Charlottenlund och Amalienborg. Hennes bror Christian (X.) efterträdde 1912 hennes far på den danska tronen, hennes bror Karl blev 1905 kung av Norge som Haakon VII. 
År 1901, vid 21 års ålder, hade prinsessan Thyra en kärleksrelation med den unge hovläkaren Niels C. Ilsøe, vilket ledde till hans omedelbara avsked. På den tiden var ett äktenskap som inte passade hennes status omöjligt för en prinsessa. Thyras yngre syster Dagmar av Danmark fick dock 1922 gifta sig under sin rang, eftersom normerna hade slappnat av efter första världskriget. 
Thyra av Danmark levde hela sitt vuxna liv i en lägenhet på Köpenhamns Amaliegade, i närheten av Amalienborgs slott. Hon ansågs vänlig och förstående, och hennes lägenhet var en populär mötesplats för hennes syskon och alla hennes släktingar. Prinsessan Thyra spelade ingen större roll i det officiella hovlivet. 